# إنقاذ وطني
الإنقاذ الوطني (بالإنجليزية:National Salvation) هو تعبير يدل على تعبئة كل موارد وطاقات وجهود الأمة من أجل إنقاذ المصلحة المشتركة خلال أزمة ما. ولقد استعمل هذا التعبير لأول مرة زمن الثورة الفرنسية عندما هوجمت فرنسا من جهات عديدة حيث تم تشكيل ما يعرف بلجنة الإنقاذ الوطني ، وبالتالي فهو مصطلح يدل على تشكيل حكومة أو قيادة معينة لإنقاذ الوطن من خطر محدق.